# Parma microlepis
Espèce
Parma microlepis est une espèce  de poissons de la famille des Pomacentridae.